# Chung-Hsing-Nationaluniversität

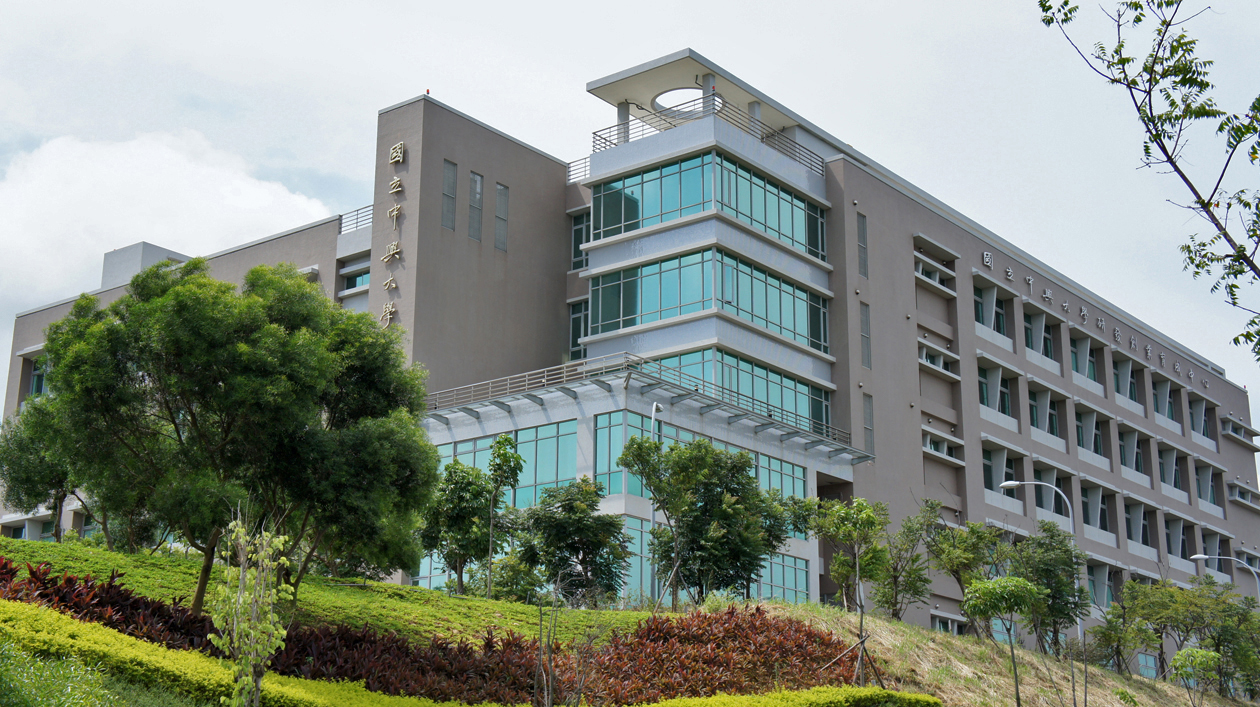
Wissenschaftspark in der NCHU

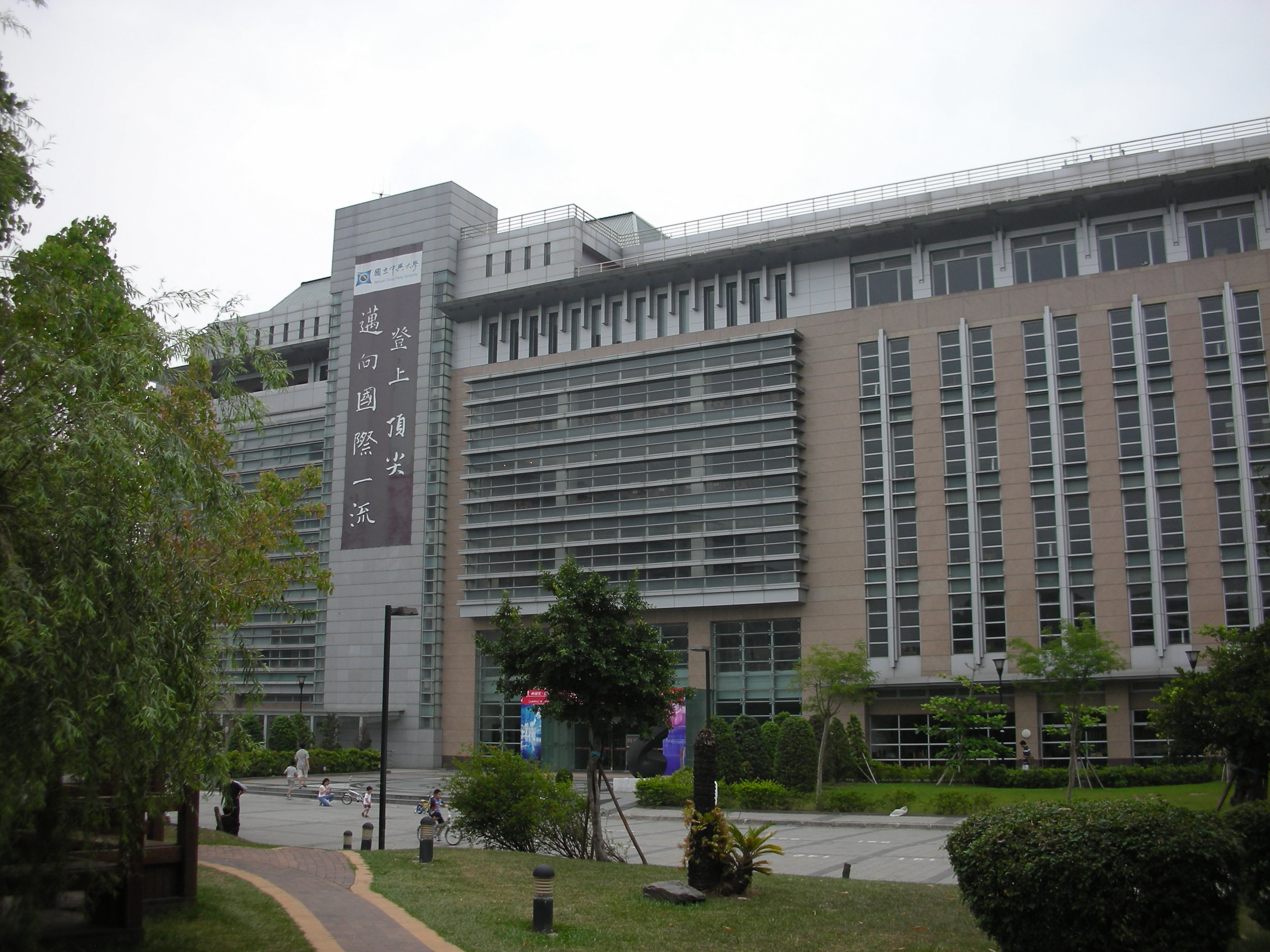
Universitätsbibliothek der NCHU

Die Chung-Hsing-Nationaluniversität (NCHU, 國立中興大學) ist eine Universität in der Republik China auf Taiwan mit Sitz in der Stadt Taichung.

## Geschichte
Zur Zeit der japanischen Herrschaft über Taiwan (1895 bis 1945) wurde im Jahr 1919 in Taipeh (damals Taihoku) eine weiterführende Schule (Akademie) für Forstwissenschaften und Agronomie gegründet. Im Jahr 1928 wurde diese Akademie Teil der neu gegründeten Kaiserlichen Universität Taihoku (heute Nationaluniversität Taiwan). 1943 wurde die Hochschule wieder aus der Universität ausgegliedert und nach Taichung verlegt.
Nach Ende der japanischen Herrschaft und der Machtübernahme auf Taiwan durch die nationalchinesische Regierung im Jahr 1945 wurde die Hochschule 1946 als Landwirtschaftliche Hochschule für die Provinz Taiwan reorganisiert. 1961 entstand durch Zusammenschluss dreier Hochschulen, die Taiwanische Chung-Hsing-Provinzuniversität. Zu den drei Hochschulen zählten neben der Landwirtschaftshochschule noch eine neu gegründete Hochschule für Natur- und Ingenieurwissenschaften auf demselben Campus in Taichung und die 1949 in Taipeh gegründete Hochschule für Rechts- und Wirtschaftswissenschaften. Die neu gegründete Provinzuniversität hatte damit zwei Campusse – einen in Taichung und einen in Taipeh. 1964 wurde eine Abendschule auf dem Campus in Taipeh eröffnet und 1968 folgte eine Abendschule auf dem Campus Taichung. Im selben Jahr kam auf eine Hochschule für Freie Künste in Taichung hinzu.
1971 wurde die Universität von der Provinzuniversität zur Nationaluniversität erhoben und erhielt ihren heutigen Namen. 1999 wurde eine Hochschule für Veterinärwissenschaften eröffnet. Dafür musste der Campus Taipeh mit der Hochschule für Rechts- und Wirtschaftswissenschaften und der dortigen Abendschule im Jahr 2000 an die in diesem Jahr neu gegründete Nationaluniversität Taipeh abgegeben werden, so dass sich die NCHU seitdem wieder auf Taichung beschränkt.
Die NCHU beherbergt die einzige veterinärwissenschaftliche Hochschule Taiwans und verfügt auch über eine Reihe spezialisierter technischer Einrichtungen, die ein Alleinstellungsmerkmal in Taiwan darstellen.
Im Jahr 2016 studierten 15658 Studenten an der NCHU, davon 8127 mit Ziel Bachelor-Abschluss, 1782 Doktoranden und 1220 Postdoktoranden.

## Organisation
Es gibt folgende Abteilungen (Fakultäten):
- Biowissenschaften (生命科學院)
- Hochschule der Freien Künste (文學院)
- Hochschule für landwirtschaftliche Ressourcen (農業暨自然資源學院)
- Hochschule für Naturwissenschaften (理學院)
- Hochschule für Ingenieurwissenschaften (工學院)
- Tierärztliche Hochschule (獸醫學院)
- Verwaltungshochschule/Hochschule für Management (法政學院)
- Hochschule für Rechts- und Politikwissenschaft (法政學院)
- Innovative Industrien und Internationales College (創新產業暨國際學院)
- Allgemeines Bildungszentrum (通識教育中心)